# Federico de Brandsen
Carlos Luis Federico de Brandsen (en francés Charles Louis Frédéric de Brandtzen) (París, 28 de noviembre de 1785 - Batalla de Ituzaingó, 20 de febrero de 1827) fue un militar de origen francés que combatió por la causa revolucionaria en las guerras de la independencia hispanoamericana, y bajo la bandera argentina en la Guerra del Brasil.

## Biografía
Era hijo de Gerard Brantsen (10 de enero de 1735 en Arnhem - 21 de diciembre de 1809 en Arnhem), un político y diplomático holandés, y de la francesa Louise Reine d'Hautavoine. y durante su servicio en Perú, el 28 de abril de 1821, contrajo matrimonio en Huaura con la limeña Rosa de Jáuregui, nieta de Agustín de Jáuregui y Aldecoa, Virrey del Perú. Juntos tuvieron tres hijos: un niño nacido en Lima, y dos niñas nacidas en Santiago de Chile. Su hijo José de Brandsen y Jáuregui (que luego de la muerte de su padre cambió su nombre a Federico) contrajo matrimonio con Justa Pagola y Araujo y tuvo dos hijos: Rosa de Brandsen y Pagola (que se casó en 1874 con el diputado nacional Tomás Santa Coloma y Morón) y Federico de Brandsen y Pagola.

### Guerras napoleónicas
Luego de recibir educación en el Liceo Imperial, Brandsen ingresó al ejército francés. En 1811, tras prestar servicios en la secretaría del Ministerio de Guerra, se incorporó como subteniente de caballería al Ejército del Reino de Italia, cuyo monarca era Napoleón Bonaparte; en él servían numerosos franceses.
Participó en 1813 en la campaña de Alemania, durante la cual fue herido en tres acciones diferentes, condecorado y ascendido a capitán. Tras la abdicación de Napoleón en 1814 y la disolución del Reino de Italia, Brandsen regresó a Francia, manteniendo su grado de capitán de caballería. En 1815 intervino en la campaña de los Cien Días (Campaña de Waterloo), bajo el mando de Napoleón; allí recibió una nueva herida. 

### Campañas libertadoras de Chile y Perú
En 1817, terminadas ya las Guerras Napoleónicas, Brandsen pidió su baja del ejército francés con el grado de capitán. Al poco tiempo conoció a Bernardino Rivadavia en París, quien lo convenció de unirse a la causa de la independencia americana; entonces se embarcó en Calais a bordo del Celeste hacia Buenos Aires.
El 19 de diciembre de 1817 el gobierno de las Provincias Unidas del Río de la Plata le otorgó el grado de capitán de caballería y lo destinó al II escuadrón del Regimiento de Granaderos a Caballo, que entonces combatía por la independencia de Chile bajo las órdenes del General San Martín y se hallaba acampado en Las Tablas, cerca de Valparaíso. Entre 1818 y 1819 Brandsen participó en la Segunda campaña al sur de Chile que culminaría en la victoria en la Batalla del Bío Bío y fue destinado posteriormente al regimiento de Cazadores a Caballo, con el que participará en la Expedición Libertadora al Perú.
Se distinguió en el combate de Nazca junto al mayor Juan Lavalle. El 8 de noviembre de 1820, en Chancay, combate valerosamente al mando de 36 Cazadores, derrotando una fuerza realista de alrededor de 200 hombres, lo que le valdrá un ascenso a sargento mayor. Cuando San Martín, devenido protector del Perú, forma el ejército de ese país, Brandsen es nombrado jefe del regimiento de Húsares de la Legión Peruana de la Guardia, con el grado de teniente coronel. San Martín tenía gran afecto por Brandsen, de quien era compadre. y con quien sostenía correspondencia frecuente. Fue promovido a coronel el 17 de septiembre de 1822. Al mando de su regimiento obtiene una victoria en Zepita, y como comandante general de la Caballería de la Vanguardia del Ejército del Perú interviene en Sica-Sica y en Ayo-Ayo, conteniendo luego la persecución enemiga y salvando los restos del ejército derrotado en esos encuentros. En 1822 y 1823 participó activamente en las operaciones contra las fuerzas realistas.
A fines de 1823 tomó partido por el presidente José de la Riva Agüero en la disputa de este con Sucre. De la Riva Agüero lo promovió a general de brigada, pero con la disolución del ejército que le respondía, Brandsen fue puesto en prisión y luego Bolívar dio la orden de su destierro. Tiempo después esta orden fue levantada por Simón Bolívar pero Brandsen y su esposa ya habían decidido embarcarse a Chile y lo hicieron el 5 de marzo de 1825.

### Guerra del Brasil

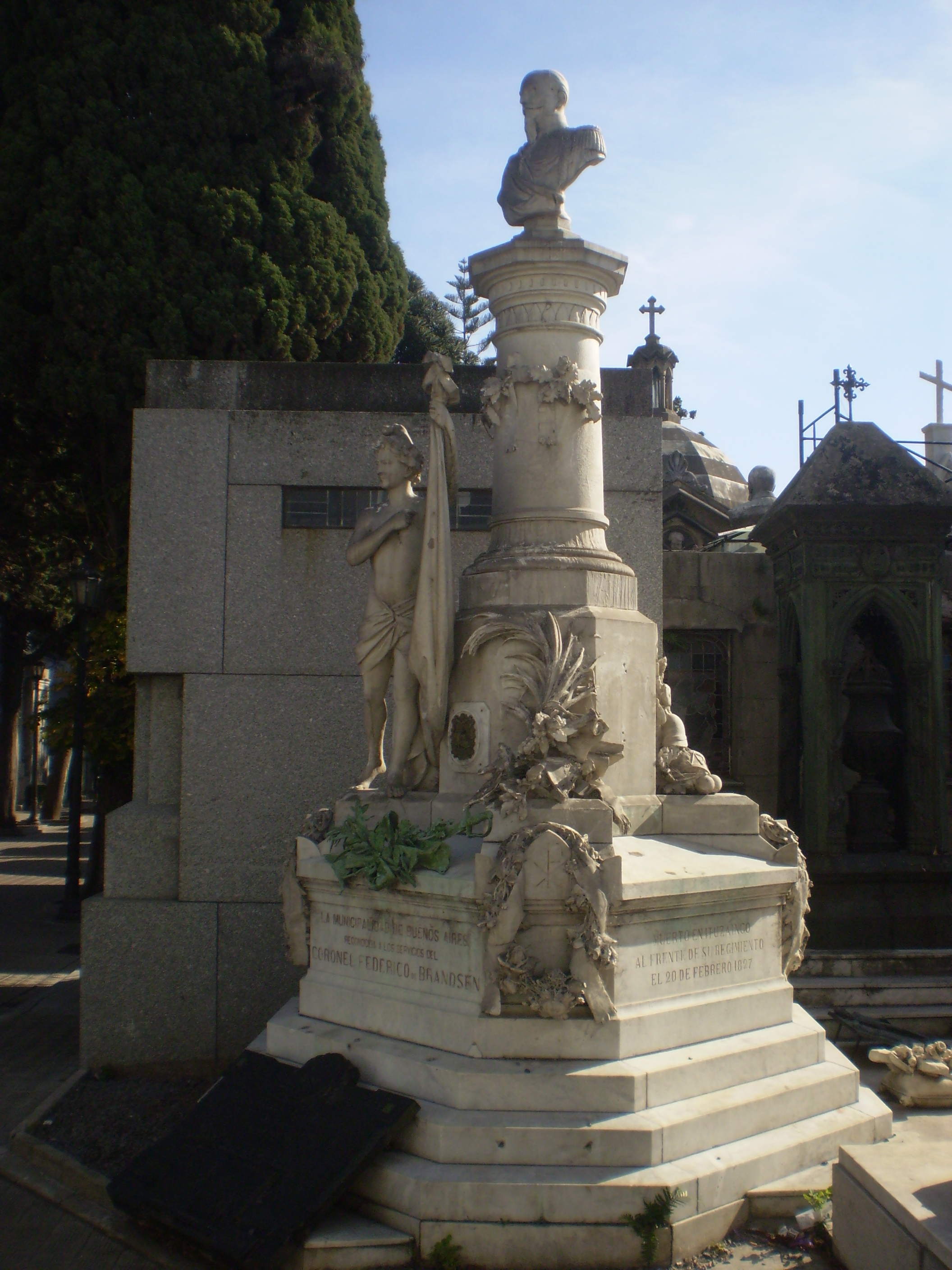
Su tumba en el cementerio de la Recoleta.

A principios de marzo de 1825 se embarcó con parte de su familia en el "Livonia", rumbo a Chile Tras una breve permanencia en Santiago de Chile, se trasladó al Río de la Plata, donde el gobierno lo designó jefe del Regimiento 1 de Caballería con el grado de teniente coronel, el 23 de enero de 1826. Al frente de su unidad estuvo presente en la guerra contra el Imperio del Brasil. Su capacidad profesional hacía que su opinión tuviera mucho peso en las juntas de guerra en las que participaba. Finalmente, el 20 de febrero de 1827, en la batalla de Ituzaingó, su regimiento se enfrentó a la infantería brasileña que ocupaba una posición fortificada, protegida por un profundo zanjón. El general en jefe, Carlos María de Alvear, le ordenó atacar frontalmente, pero Brandsen le observó que era imposible obtener éxito en esas condiciones. Alvear no aceptó sus prudentes argumentos y con sus palabras tocó el amor propio del valiente jefe, quien cargó a la cabeza de sus tropas, muriendo heroicamente (de Gandía, 1962). El ataque fracasó, pero la batalla se ganó porque otros coroneles como Tomás de Iriarte, Miguel Estanislao Soler y José María Paz, enmendaron los errores del general en jefe. Sus restos descansan en el Cementerio de La Recoleta, en Buenos Aires, paradójicamente frente al mausoleo del General Alvear. Su sepultura fue declarada Monumento Histórico Nacional.

## Anecdotario
Relata Aubin que Monet, prestigioso general español que defendía la causa realista en el Perú, preguntó una vez al general Tomás Guido, a la sazón cumpliendo una misión diplomática por órdenes de San Martín, "¿tienen ustedes muchos oficiales como Brandsen?". Guido, en un arranque de sinceridad, respondió que no: "...nadie lo supera en valor, y en cuanto a conocimiento y pericia en el arte de la guerra, no es fácil igualarle", a lo que el jefe español replicó: "Me alegro, porque si así no fuera se nos enredaría mucho más la madeja".

## Grados y honores
Según Salas la foja de servicios de Brandsen comprende: 
- Capitán de Caballería del Primer Imperio Francés;
- Caballero de la Legión de Honor;
- Caballero de la Real Orden Italiana de la Corona de Hierro;
- Capitán de Caballería de Chile;
- Comandante de la Legión Peruana de los Húsares de la Guardia;
- Comandante general de la Caballería y Jefe de la Vanguardia de las tropas del Perú;
- General de Brigada del Perú;
- Coronel de Caballería de la República Argentina;
- Condecorado con la Legión de Mérito de Chile, con los Cordones y la medalla de Maipú y con la medalla de oro con brillantes del Ejército Libertador de Perú; fue Benemérito de la Orden del Sol del Perú.

La ciudad, partido y estación de ferrocarril homónimos de la provincia de Buenos Aires (Argentina), llevan su nombre. En su honor, el Regimiento 1 de Caballería del Ejército Argentino, del que fuera su primer comandante, se denomina Regimiento de Caballería de Tanques 1 "Coronel Federico Brandsen".